# Савицька Галина Володимирівна
!!!!!
Галина Володимирівна Савицька, до шлюбу Крисе́вич (13 липня 1961, Мінськ, Білоруська РСР, СРСР) — радянська і білоруська баскетболістка, тренерка. Чемпіонка світу і призерка Олімпійських ігор. Заслужений майстер спорту.

## Біографічні відомості
Баскетболом почала займатися в мінському «Горизонті» (перша тренерка — Марія Селюніна). Кольори команди майстрів захищала з 1976 року. Переможниця першої ліги 1981 і 1983 років. Срібна призерка першості СРСР 1989 року. Була капітаном команди.
У складі збірної Білоруської РСР — бронзова медалістка Спартакіади народів СРСР 1983 року. 1978 року стала чемпіонкою Європи серед дівчат, а наступного сезону — серед юніорок. У складі студентської збірної — переможниця Універсіади 1981.
За першу збірну СРСР виступала з 1980 по 1990 рік. На чемпіонаті світу 1983 радянська команда здобула перемоги у всіх іграх і вшосте отримала золоті медалі. Це була остання перемога європейської команди у світових першостях. Галина Савицька на турнірі провела 5 ігор і набирала в середньому по 8,4 очка. У чемпіонаті 1986 року участі не брала, а в 1990 році команда СРСР завершила змагання на пятому місці.
Бронзова призерка Олімпіади-1988 у Сеулі. Найрезультативніша гравчиня команди у матчі за третє місце проти збірної Австралії. Володарка шести золотих медалей чемпіонатів Європи.
1989 року переїхала до Іспанії. Виступала на команду «Наварра» (Памплона). Через пять років прийняла іспанське громадянство (у цьому було зацікавлене керівництво клубу, щоб зменшити кількість легіонерів. З 1997 року — граюча тренерка аматорської команди «Ардой» (Сісур-Майор). За чотири сезони пройшла з колективом шлях від ніжчої регіональної ліги до першого дивізіону.
Працює в університеті Памплони. Викладає російську мову і тренує університетську баскетбольну команду.
За опитуванням видання «Прессбол» визнана найкращою баскетболісткою Білорусі (2003).

## Досягнення
- Чемпіонка світу (1): 1983
- Бронзова призерка Олімпійських ігор (1): 1988
- Чемпіонка Європи (6): 1980, 1981, 1983, 1985, 1987, 1989
- Віцечемпіонка СРСР (1): 1989